# Abborrtjärnen (Ore socken, Dalarna, 680180-147238)
Abborrtjärnen är en sjö i Rättviks kommun i Dalarna och ingår i Dalälvens huvudavrinningsområde.